# Wentworth, Québec
Wentworth är en kommun av typen kanton (municipalité de canton) i provinsen Québec i Kanada. Den ligger i regionen Laurentides, i den sydöstra delen av landet, 110 km öster om huvudstaden Ottawa. Antalet invånare var 682 vid folkräkningen 2021. Landarean är 85 kvadratkilometer.
Kommunen är officiellt tvåspråkig (franska och engelska), med 55 % fransktalande och 45 % engelsktalande (modersmålstalare) vid folkräkningen 2021.